# オリーブ・ボア
オリーブ・ボア（Olive Evelyn Boar、1904年9月29日 ｰ 2018年8月28日）はかつてイギリス・サフォークに在住した長寿の女性。2017年12月22日のアリス・デュカットの死去に伴い、1900年代前半に生まれたイギリス人として最後の生存者となった。2018年5月11日のベッシー・カムの死去に伴い、イギリス最高齢者となった。同年8月28日に113歳と333日で死去。1932年にクロード・チャールズ・ボア（Claude Charles Boar、1901年ｰ1979年）と結婚し、2人の子供を授かった。また彼女には妹がおり、2018年時点では101歳で存命であった。